# Medalistki mistrzostw świata w kolarstwie przełajowym (elita)
Pełna lista medalistek mistrzostw świata w kolarstwie przełajowym kobiet.

## Medalistki
| Rok i miejsce            | Złoto                      | Srebro               | Brąz                  |
| ------------------------ | -------------------------- | -------------------- | --------------------- |
| 2000 Sint-Michielsgestel | Hanka Kupfernagel          | Louise Robinson      | Daphny van den Brand  |
| 2001 Tabor               | Hanka Kupfernagel          | Corine Dorland       | Daphny van den Brand  |
| 2002 Zolder              | Laurence Leboucher         | Hanka Kupfernagel    | Daphny van den Brand  |
| 2003 Monopoli            | Daphny van den Brand       | Hanka Kupfernagel    | Laurence Leboucher    |
| 2004 Pontchâteau         | Laurence Leboucher         | Maryline Salvetat    | Hanka Kupfernagel     |
| 2005 St. Wendel          | Hanka Kupfernagel          | Sabine Spitz         | Mirjam Melchers       |
| 2006 Zeddam              | Marianne Vos               | Hanka Kupfernagel    | Daphny van den Brand  |
| 2007 Hooglede            | Maryline Salvetat          | Katie Compton        | Laurence Leboucher    |
| 2008 Treviso             | Hanka Kupfernagel          | Marianne Vos         | Laurence Leboucher    |
| 2009 Hoogerheide         | Marianne Vos               | Hanka Kupfernagel    | Katie Compton         |
| 2010 Tabor               | Marianne Vos               | Hanka Kupfernagel    | Daphny van den Brand  |
| 2011 St. Wendel          | Marianne Vos               | Katie Compton        | Kateřina Nash         |
| 2012 Koksijde            | Marianne Vos               | Daphny van den Brand | Sanne Cant            |
| 2013 Louisville          | Marianne Vos               | Katie Compton        | Lucie Chainel-Lefèvre |
| 2014 Hoogerheide         | Marianne Vos               | Eva Lechner          | Helen Wyman           |
| 2015 Tabor               | Pauline Ferrand-Prévot     | Sanne Cant           | Marianne Vos          |
| 2016 Zolder              | Thalita de Jong            | Caroline Mani        | Sanne Cant            |
| 2017 Belvaux             | Sanne Cant                 | Marianne Vos         | Kateřina Nash         |
| 2018 Valkenburg          | Sanne Cant                 | Katherine Compton    | Lucinda Brand         |
| 2019 Bogense             | Sanne Cant                 | Lucinda Brand        | Marianne Vos          |
| 2020 Dübendorf           | Ceylin del Carmen Alvarado | Annemarie Worst      | Lucinda Brand         |
| 2021 Ostenda             | Lucinda Brand              | Annemarie Worst      | Denise Betsema        |
| 2022 Fayetteville        | Marianne Vos               | Lucinda Brand        | Silvia Persico        |
| 2023 Hoogerheide         | Fem van Empel              | Puck Pieterse        | Lucinda Brand         |
| 2024 Tabor               | Fem van Empel              | Lucinda Brand        | Puck Pieterse         |
| 2025 Liévin              | Fem van Empel              | Lucinda Brand        | Puck Pieterse         |

## Tabela medalowa
Stan po MŚ 2024.
| Miejsce | Państwo           |    |    |    | Razem |
| ------- | ----------------- | -- | -- | -- | ----- |
| 1.      | Holandia          | 15 | 11 | 14 | 40    |
| 2.      | Niemcy            | 4  | 6  | 1  | 11    |
| 3.      | Francja           | 4  | 2  | 4  | 10    |
| 4.      | Belgia            | 3  | 1  | 2  | 6     |
| 5.      | Stany Zjednoczone | 0  | 4  | 1  | 5     |
| 6.      | Wielka Brytania   | 0  | 1  | 1  | 2     |
| 6.      | Włochy            | 0  | 1  | 1  | 2     |
| 8.      | Czechy            | 0  | 0  | 2  | 2     |